# Hymenaea aurea
Hymenaea aurea là một loài thực vật có hoa trong họ Đậu. Loài này được Lee & Langenh. miêu tả khoa học đầu tiên.